# توراک، ویکتوریا
توراک (به انگلیسی: Toorak) یک منطقهٔ مسکونی در استرالیا است که در City of Stonnington واقع شده‌است.